# Tratado de Límites del Río Uruguay de 1916
El Tratado de Límites del Río Uruguay de 1916 fue un acuerdo jurídico internacional firmado el 28 de septiembre de 1916 entre la Argentina y el Uruguay, por el cual se intentó infructuosamente resolver la disputa limítrofe que mantenían ambos países respecto a las aguas e islas del río Uruguay en su tramo en común, el cual representa cerca del 30 % de la longitud de dicho río, un importante curso fluvial de 1800 km de largo, que posee una cuenca hidrográfica de 339 000 km², compartida además con Brasil.   

## Antecedentes
Desde la independencia del Uruguay, los dos países respetaban un modus vivendi, mediante el cual el límite de las respectivas jurisdicciones coincidía con el recorrido del canal de navegación principal (el que luego sería balizado), ruta fluvial que era la empleada por las embarcaciones de mayor calado. Sin embargo, sondajes posteriores demostraron que, en ciertos tramos, este no constituía el canal de mayor profundidad —el verdadero canal principal natural—, por lo tanto, el que debía delinear el límite. Si se seguía el criterio de uso y costumbre de delimitar por el más profundo, algunas islas debían cambiar la jurisdicción que tradicionalmente se había respetado.

## El tratado
En un intento por obtener una solución definitiva, en enero de 1916 el gobierno del Uruguay propuso a su par de la Argentina un convenio mediante el cual se estipule que se adoptaba la línea del thalweg o vaguada como apoyo para el límite jurisdiccional argentino-uruguayo en el río Uruguay. Esta propuesta fue aceptada por la contraparte argentina, ya que concordaba con la opción más ventajosa para ese país, por lo que el 28 de septiembre de 1916 fue firmado el tratado Brum-Moreno, por Baltasar Brum (por entonces canciller del Uruguay) y Enrique B. Moreno, el ministro argentino en Montevideo. 
El límite quedaba definido en la primera cláusula del tratado: 

La línea divisoria entre la República Argentina y la República Oriental del Uruguay desde la desembocadura del Cuareim, seguirá por el thalweg de dicho río Uruguay hasta la desembocadura de éste en el estuario del Plata, quedando bajo el dominio argentino las islas situadas al occidente de la línea divisoria y bajo el dominio uruguayo las islas situadas al oriente de la misma línea.

El acuerdo así formulado dejó bajo soberanía uruguaya a 69 islas y con soberanía argentina a 58.

## La no aprobación
Sin embargo, este tratado no logró la sanción legislativa en el Uruguay, a causa de que el partido blanco uruguayo se opuso, especialmente de Luis Alberto de Herrera (y lo que luego sería el herrerismo), por lo que no llegó a recibir la ratificación del congreso argentino. Las críticas en el congreso uruguayo se centraron sobre que sería más ventajoso que el Uruguay exija que el límite corra por la línea media del río, lo cual pasó a ser la postura determinante en las posteriores discusiones con la Argentina.
Es que si se hubiera aprobado el tratado de 1916 un grupo de islas que tradicionalmente Uruguay consideraba como propias habría definitivamente quedado bajo soberanía argentina, las que totalizaban una superficie de 1600 hectáreas (solo las situadas entre los canales de la Filomena y del Medio).
El problema por tanto quedó indefinido. Finalmente, la firma de un nuevo tratado en 1961 lograría poner fin a la disputa, ya que dicho acuerdo sí lograría ser aprobado, pero solo logró hacerse efectivo recién el 19 de enero de 1966.